# 韦罗内
韦罗内（義大利語：Verrone），是意大利比耶拉省的一个市镇。总面积8平方公里，人口1213人，人口密度151.6人/平方公里（2009年）。ISTAT代码为096076。